# Аддо, Отто
О́тто Аддо (англ. Otto Addo; род. 9 июня 1975[…], Гамбург) — ганский футболист, полузащитник, тренер. В настоящее время является главным тренером сборной Ганы по футболу.

## Клубная карьера
Аддо начал свою карьеру в 1991 году в Гамбурге. Он играл в местных клубах «Брамфельдер» и «93 Гамбург». Затем он перешёл в клуб «Ганновер 96» из Регионаллиги Север, где играл вместе с Джеральдом Асамоа и Фабианом Эрнстом. Эта команда забила более ста голов, но уступила «Энерги» в квалификационном плей-офф.
В 1998 году «Ганновер» наконец пробился во Вторую Бундеслигу. В своём первом сезоне Аддо забил 7 голов в 30 играх и был признан одним из лучших игроков лиги. По окончании сезона он перешёл в «Боруссию Дортмунд» в 1999 году и сыграл более 75 раз за команду, став чемпионом Германии в 2002 году. Выступая за клуб, Аддо часто травмировался: игрок трижды за это время порвал крестообразные связки. 8 мая 2002 года в составе «Боруссии» Аддо принял участие в финале Кубка УЕФА против «Фейеноорда», который был проигран на стадионе «Фейеноорд» в Роттердаме со счётом 3:2.
24 сентября 2003 года карьера Аддо оказалась под угрозой после того, как он в третий раз повредил своё правое колено в победном матче Кубка УЕФА против «Аустрии» (2:1) и был заменён уже через 38 минут после выхода на поле. После этого футболист пропустил весь 2004 год и вернулся на поле только в конце января 2005 года, выйдя на замену в матче чемпионата с «Боруссией Мёнхенгладбах» (1:1). В начале сезона 2005/06 перешёл в «Майнц 05».
9 августа 2007 Аддо подписал контракт с командой из своего родного города «Гамбург». В течение сезона 2007/08 провёл 4 матча за основную команду и 10 матчей за дубль, по окончании чемпионата завершив карьеру.

## Международная карьера

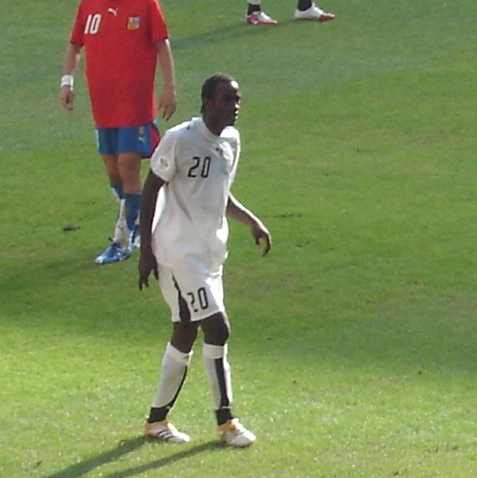
Отто Аддо в составе сборной Ганы

Хотя Аддо родился в Германии, у него было гражданство Ганы, поэтому он смог играть за эту сборную. Его дебют состоялся 28 февраля 1999 года в матче против Эритреи. Первым турниром, на который был вызван Аддо, стал Кубок африканских наций 2000. Наряду с Хансом Сарпеем из «Вольфсбурга», он был один из двух игроков с немецкими корнями, которые играли за африканскую команду. На чемпионате мира 2006 17 июня в матче против Чехии на «Рейн Энерги» он вышел в стартовом составе на позиции правого полузащитника (2:0). Кроме того, на этом турнире он вышел на замену в матче против США на «Франкенштадионе».

## Тренерская карьера
После завершения своей карьеры Аддо приступил к работе помощника тренера юношеской команды «Гамбурга». С сезоне 2010/11 он стал главным тренером этой команды. С апреля по май 2012 года он принял участие в курсах для футбольных тренеров, а 27 марта 2013 года получил лицензию футбольного тренера.
17 сентября 2013 года после увольнения Торстена Финка вместе с Родольфо Кардосо был назначен исполняющим обязанности главного тренера основной команды клуба. После поражения в матче против «Вердера» 0:2 «Гамбург» выиграл 1:0 у «Гройтера» во втором раунде Кубка Германии. После этого он вернулся в юношеский клуб. После сезона 2014/15 его контракт истёк и не был продлён.
Во время чемпионата мира в Бразилии в 2014 году он был главным скаутом сборной Ганы.

## Достижения
«Боруссия» Дортмунд
- Чемпион Германии: 2001/02
- Финалист Кубка УЕФА: 2001/02

## Характеристика
Аддо был силён при игре один на один. Обладал неплохой физикой. Был творческим и достаточно универсальным полузащитником, способным играть на обоих флангах, на позиции инсайда, а также в опорной зоне, хотя его основной навык — способность вести мяч.